# Рут (Словения)
Вижте пояснителната страница за други значения на Рут.
Рут (на словенски: Rut) е село в Словения, регион Горишка, община Толмин. Според Националната статистическа служба на Република Словения през 2015 г. селото има 42 жители.